# 前630年代
| 千纪： | 前1千纪 |
| 世纪： | 前8世纪 \| 前7世纪 \| 前6世纪                                                                              |
| 年代： | 前660年代 \| 前650年代 \| 前640年代 \| 前630年代 \| 前620年代 \| 前610年代 \| 前600年代                    |
| 年份： | 前639年 \| 前638年 \| 前637年 \| 前636年 \| 前635年 \| 前634年 \| 前633年 \| 前632年 \| 前631年 \| 前630年 |

## 重要事件及趋势
- 前636年—中国周朝的晋文公即位为晋国国君。
- 前632年—雅典贵族Cylon（英语：Cylon）试图发动政变，夺取雅典卫城失败。
- 前632年—城濮之战中，晋国及其盟国击败了楚国及其盟国。
- 前630年—北非的希腊殖民地昔兰尼建国（一说前631年）。
- 前630年—西亚的呂底亞成为吕底亚国王。

## 重要人物
- 前638年—梭伦，古希腊的立法者，在雅典出生。
- 前637年—中国的宋襄公因重伤而卒。
- 前635年—泰勒斯，古希腊著名哲学家，出生（一说为前624年）。
- 前633年—亚述君主亚述巴尼拔死亡。